# Капуя
Ка́пуя, Капуа (итал. Capua) — город в Италии, в провинции Казерта области Кампания. Население — 43 139 чел. (2000 год). Расположен на левом берегу реки Вольтурно в 195 км юго-восточнее Рима.
Достопримечательности: древний (с 860 года) собор святого Стефана со статуями Бернини и знаменитым саркофагом, с изображением охоты Мелеагра; храм святого Маркелла, в котором короновались лангобардские и норманнские короли; Museo CAMPANO,  с богатым собранием античных и средневековых древностей. В 4 км к юго-востоку, в Санта-Мария-Капуа-Ветере, находятся развалины древней Капуи: остатки грандиозного амфитеатра на 60 000 человек, имевшего 170 м в длину, 140 м в ширину и 46 м высоты; триумфальная арка, римские гробницы, церковь святого Ангела на месте храма Дианы Тифатинской (у подошвы Монте Тифата).
Покровители города — святая Агата и святой Стефан, первомученик, празднование 5 февраля.

## История

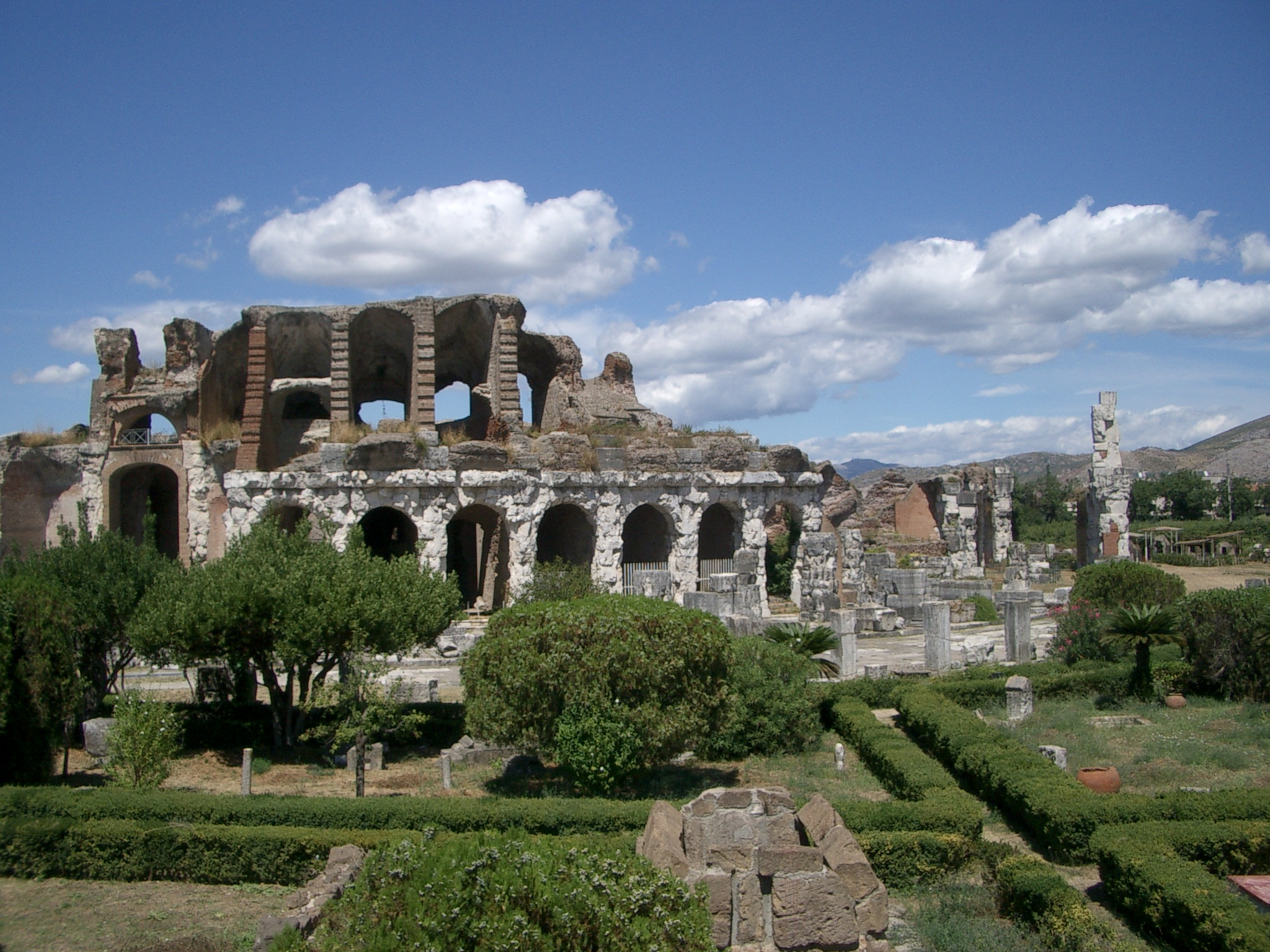
Руины античного амфитеатра

Согласно римской мифологии, Капую основал спутник Энея Капис. Благодаря плодородию окрестных земель и выгодному торговому положению Капуя стала уже в древности первым городом Кампании; в 420 году до н. э. попала под власть самнитов; в войну римлян с самнитами в 344 году перешла на сторону римлян, которые затем подчинили себе город со всей областью. После битвы при Каннах Капуя в 216 году до н.э перешла на сторону Ганнибала, за что впоследствии была жестоко наказана. После взятия города римлянами почти всё население было или истреблено, или обращено в рабство. Город опустел и потерял свои права. Однако вскоре город вновь начал заселяться и вернул прежнее положение. В 389 году н. э. здесь прошёл церковный собор для устранения раскола, происшедшего в Антиохийской церкви. Во время Великого переселения народов город многое претерпел и в 456 году был опустошен вандалами. 

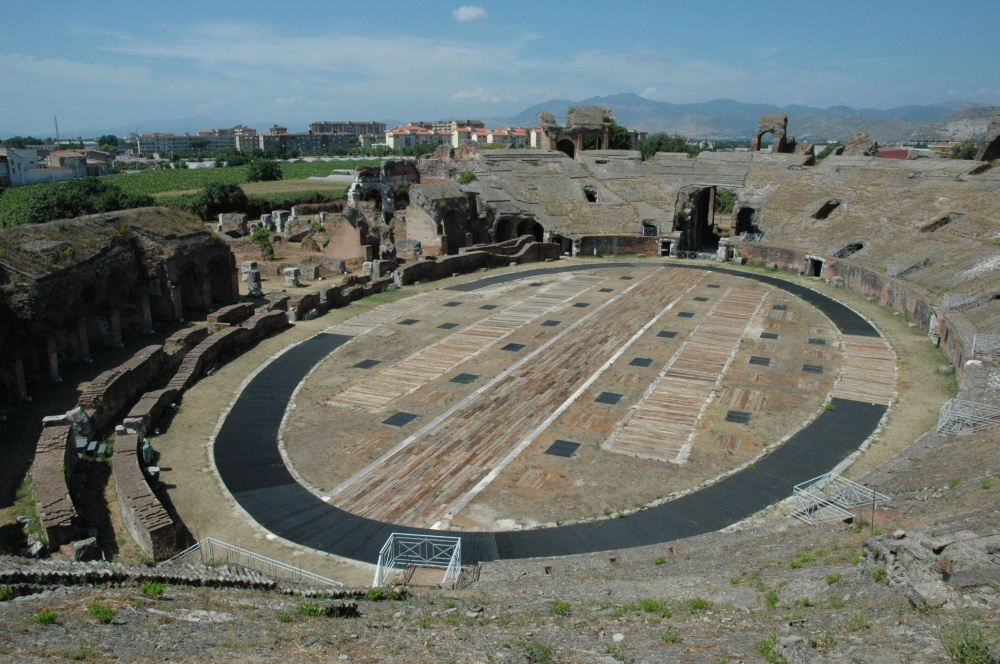
Вид капуанского амфитеатра

В средние века Капуя входила в состав сначала герцогства Беневенто, затем Салерно; в 841 году город разрушили сарацины. Новый город был отстроен в 856 году в 4 км от места, где был расположен старый. В 900 году Атенульф, граф Капуанский, избран в герцоги Беневенто, а Капуя возведена в отдельное княжество; с тех пор судьба Капуи связана с историей Беневенто. При герцоге Пандульфе (943—981) столица герцогства Беневенто перенесена в Капую. В 1062 году Капуя была завоёвана норманнским графом Ричардом из Аверсы, в 1135 году — королём сицилийским Рожером, в 1252 году — императором Конрадом IV. В 1501 году Капуя хитростью была занята войсками Папской области под командованием Чезаре Борджиа, причём город был разграблен и до 5000 человек жестоко убиты. В войну за испанское наследство Капуя была занята австрийцами. В 1799 году французский генерал Шампионне взял Капую, но через полгода вынужден был сдать её адмиралу Нельсону. В 1821 году в Капуе заключено перемирие между австрийцами и неаполитанцами. В 1860 году город сдался Гарибальди.

## Интересные факты
- Во французском языке есть выражение «капуанская нега» (Les délices de Capoue), означающее легкие радости и расслабление[2].
- В Капуе началось восстание Спартака.